# Herb gminy Żurawica
Herb gminy Żurawica – jeden z symboli gminy Żurawica, ustanowiony 21 marca 2002.

## Wygląd i symbolika
Herb przedstawia na tarczy koloru błękitnego postać srebrnego żurawia (nawiązanie do nazwy gminy) ze złotym dziobem i łapami, trzymającym w jednej z nich złotą kulę, a nad nim złote godło z herbu Leliwa. 